# Franjo Kufrin
Franjo Josip pl. Kufrin, hrvatski pravaški političar i saborski zastupnik.
Pohađao je Klasičnu gimnaziju u Zagrebu te ju je završio 1886. godine.
Na izborima za Hrvatsko-slavonsko-dalmatinski sabor 1911. kao kandidat Čiste stranke prava ušao je u Hrvatski državni sabor kao pobjednik u izbornom kotaru Pisarovini.
Sudionik sastanka svih narodnih zastupnika Stranke prava iz svih državnih i zemaljskih sabora Habsburške Monarhije održanog 12. siječnja 1912. u Zarebu. Iz Kraljevine Hrvatske i Slavonije bili su osobno nazočni Cezar Akačić, Gjuro Balaško, Ivan Banjavčić, Ivica Frank, Aleksandar Horvat, Dragutin pl. Hrvoj, Franjo Hrustić, Stipe Vučetić, Stjepan Lesny, Marijan Mihaljković, Fran Milobar, Vuk pl. Kiš, Ivan Peršić, Živko Petričić, Mate Polić, Stjepan pl. Pomper, Vladimir Prebeg, Ivan Ružić, Mile Starčević, Juraj Tomac, Drago Vlahović, Fran Novak, Stjepan Zagorac i Ivan Zatluka, iz Kraljevine Dalmacije Mate Drinković, Ante Dulibić i Ivo Prodan, iz Bosne i Hercegovine Niko Čurić, Kosta Gjebić-Marušić, Milan Katičić, Dominik Mazzi, Nikola Mandić, Petar Mršić, Jozo Sunarić, biskup Ivan Šarić, Josip pl. Vancaš i Juraj Veseličić. Pismeno i brzojavno sastanku su se priključili ovi zastupnici: iz Bosne i Hercegovine Luka Begić, Aleksa Cvietić, Luka Cabrajić, Gjuro Džamonja, Mirko pl. Gjurkovečki, Viktor Jankiević, Marijan Marković, Alojzije Mišić, Oskar pl. Somogy i nadbiskup Josip Stadler, iz Kraljevine Dalmacije Mate Klarić, Petar Matulina, dr Mladinov, prof V. Perić, Ante Sesardić, Nikola Skurić i Petar Šimunić, iz Istre dr Červar, Kirac i Matko Laginja te od izaslanika stranačkih vijeća nazočili su Karlo Bošnjak, Josip Pazman i Mijo Tkalčić iz Kraljevine Hrvatske i Slavonije, Srećko Perišić iz Bosne i Hercegovine i Ivo Krstelj iz Kraljevine Dalmacije. Svi su prihvatili poslati homogijalni pozdrav.
Na izborima za Hrvatsko-slavonsko-dalmatinski sabor 1913. kao milinovački kandidat ušao je u Hrvatski državni sabor. Pobijedio je u izbornom kotaru Pisarovini.